# Nikola Mladenov
Pour les articles homonymes, voir Mladenov.
Nikola Mladenov (en macédonien : Никола Младенов), né le 10 mars 1964 à Skopje et mort dans la même ville le 26 mars 2013, est un journaliste macédonien.

## Biographie
Il commence sa carrière de journaliste au milieu des années 1980 avec le journal Mlad Borec, publié par l'Union de la jeunesse socialiste de Macédoine. Il y acquiert la réputation d'un pionnier du processus démocratique. Il fonde ensuite une radio, Libertas, puis fonde le premier hebdomadaire indépendant du pays, Fokus (Фокус) en 1995.
En 2005, Fokus publie plusieurs articles révélant que le président Branko Crvenkovski et l'ancien premier ministre Hari Kostov possédaient des comptes secrets en Suisse. Kostov porte plainte et Mladenov est condamné à lui verser des dommages. Le procès se tient en l'absence de l'accusé et de son avocat, qui dénoncent les pressions politiques sur la justice.
Il meurt dans un accident de voiture.